# Arco de la Mora
El Arco de la Mora es un acueducto de origen islámico del siglo XI y ubicado en Zuera (Aragón, España).

## Historia
Quedan los restos de un acueducto que data de la época musulmana en la Edad Media. Los árabes intentaron unir las acequias en puntos más elevados. Presentaba semioculto un arco de sillería formado por grandes piedras que puede ser considerado de origen romano.
El arco ha sido reconstruido tratando de ofrecerlo lo más parecido a lo como se construyó originalmente.

## Catalogación
Se encuentra inscrita en el Inventario del Patrimonio Cultural Aragonés por lo que según la ley 3/1999 de 10 de marzo del Patrimonio Cultural Aragonés tiene la protección de Bien inventariado del patrimonio cultural aragonés.